# The Guardian (TV-serie)
För tidningen, se The Guardian.
The Guardian är en amerikansk TV-serie.

## Handling
Serien utspelar sig i Pittsburgh och huvudpersonen är advokaten Nick Fallin. Han arbetar på sin fars framgångsrika advokatbyrå när han blir ertappad med narkotikainnehav. Han döms till samhällstjänst och får arbeta på Rättshjälpen. Klienterna där är inte som hans fars rika affärsklienter. De är fattiga och underprivilegierade, till exempel förrymda tonåringar från dysfunktionella familjer.

## Rollista (urval)
- Simon Baker - Nick Fallin
- Dabney Coleman - Burton Fallin, Nicks far
- Alan Rosenberg - Alvin Masterson, Rättshjälpens grundare
- Wendy Moniz - Lulu Archer
- Raphael Sbarge - Jake Straka